# Veľké Leváre (stacja kolejowa)
Veľké Leváre (słow: Železničná stanica Veľké Leváre) – stacja kolejowa w miejscowości Veľké Leváre, w kraju bratysławskim, na Słowacji. Znajduje się na linii Bratysława - Kúty - Břeclav i leży na 33,180 km, między miastem Malacky a wsią Závod. Jest zasilana przez system prądu przemiennego 25 kV/50 Hz.
Na stacji znajduje się kasa biletowa. Stacja jest sterowana z LCS na stacji kolejowej Kúty.
Wszystkie pięć peronów ma powierzchnię z płyt betonowych. W kierunku Bratysławy najczęściej wykorzystywana jest trzeci peron, w kierunku miejscowości Kúty trzeci a czasem czwarty peron. Możliwe jest również prowadzenie pociągów w obu kierunkach na obu torach. 
Stacja kolejowa znajduje się około 1 km na wschód od wsi. Można do niej dojechać ulicą Závodská i jest obsługiwana przez autobusy jadące do Malych Levár.

## Linie kolejowe[1]
- Linia 110 Devínska Nová Ves – Skalica